# Coleura seychellensis
Coleura seychellensis är en fladdermusart som beskrevs av Peters 1868. Coleura seychellensis ingår i släktet Coleura och familjen frisvansade fladdermöss.
Inga underarter finns listade i Catalogue of Life. Wilson & Reeder (2005) skiljer mellan två underarter.
Denna fladdermus förekommer endemisk på södra Seychellerna. I norra delen av ögruppen är den troligen utdöd. Arten vilar i kyliga grottor nära kusten och söker föda i grupper av palmer eller i marskland.
Coleura seychellensis hotas främst av habitatförstöring. Dessutom täcker den introducerade klätterväxten Pueraria phaseoloides grottor som tidigare var lämpliga viloplatser. Fladdermusen jagas av införda fiender som tornuggla och tamkatt. IUCN kategoriserar arten globalt som akut hotad (CR).